# نورسلطان بیمورزا
نورسلطان بیمورزا (انگلیسی: Nursultan Bimurza؛ زادهٔ ۱۰ مارس ۱۹۹۴) بازیکن والیبال اهل کشور قزاقستان است.